# Jean-Christophe Rolland
Jean-Christophe Rolland, francoski veslač, * 3. julij 1968, Condrieu.
Rolland je za Francijo nastopil na Poletnih olimpijskih igrah 1992, 1996 in 2000.
Leta 2000 je na olimpijadi v dvojcu brez krmarja osvojil zlato medaljo. Pred tem je na olimpijadi v Atlanti v isti disciplini osvojil bron.
Na svojih olimpijskih igrah leta 1992 v Barceloni je francoski dvojec brez krmarja, v katerem je veslal Rolland, osvojil četrto mesto.